# Symplecta pilipes
Symplecta pilipes är en tvåvingeart som först beskrevs av Fabricius 1787.  Symplecta pilipes ingår i släktet Symplecta och familjen småharkrankar. Enligt den finländska rödlistan är arten nationellt utdöd i Finland. Arten är reproducerande i Sverige.

## Underarter
Arten delas in i följande underarter:
- S. p. pilipes
- S. p. campbellicola
- S. p. macquariensis